# 信苴福
段信苴福，大理国贵族，原名段福，字仁表，大理国末代君主段兴智的叔父（一作季弟）。
1254年，蒙古将军兀良合台率军攻破鄯阐城（押赤城，今昆明），在昆泽（今云南省宜良县）俘虏段兴智，大理国灭亡。次年，他和段兴智被兀良合台押送觐见元宪宗蒙哥，被释放，获赐金符。奉命归国，安抚大理。1256年，他和段兴智向蒙哥献大理国地图，请平定诸部，奏治民立赋之法。奉诏率领爨僰军队（寸白军，以白族为主的大理军）。不久，和段兴智率领爨僰军二万为前锋，引导兀良合台讨平没有服从蒙古的各部，攻打交趾（大越国）。1258年，蒙古发动灭宋战争，他奉命率领爨僰军，随同兀良合台出征，经过广西，直捣潭州（今湖南省长沙市），配合忽必烈攻打湖北。次年，和忽必烈在鄂州（今湖北省武汉市武昌区）会师。1260年，和段兴智北行，要觐见元世祖忽必烈，段兴智在路上去世。次年，段福率领爨僰军回到云南，他著有《征行集》。

## 延伸阅读
[在维基数据编辑]
 《元史·卷166》，出自宋濂《元史》